# Le Gratteris
Le Gratteris is een plaats en voormalige gemeente in het Franse departement Doubs in de regio Bourgogne-Franche-Comté en telt 104 inwoners (2005). De plaats maakt deel uit van het arrondissement Besançon.

## Geschiedenis
Le Gratteris is op 1 januari 2025 gefuseerd met de gemeente Mamirolle tot een nieuwe gemeente (commune nouvelle) eveneens geheten Mamirolle.

## Geografie
De oppervlakte van Le Gratteris bedraagt 2,9 km², de bevolkingsdichtheid is 35,9 inwoners per km².

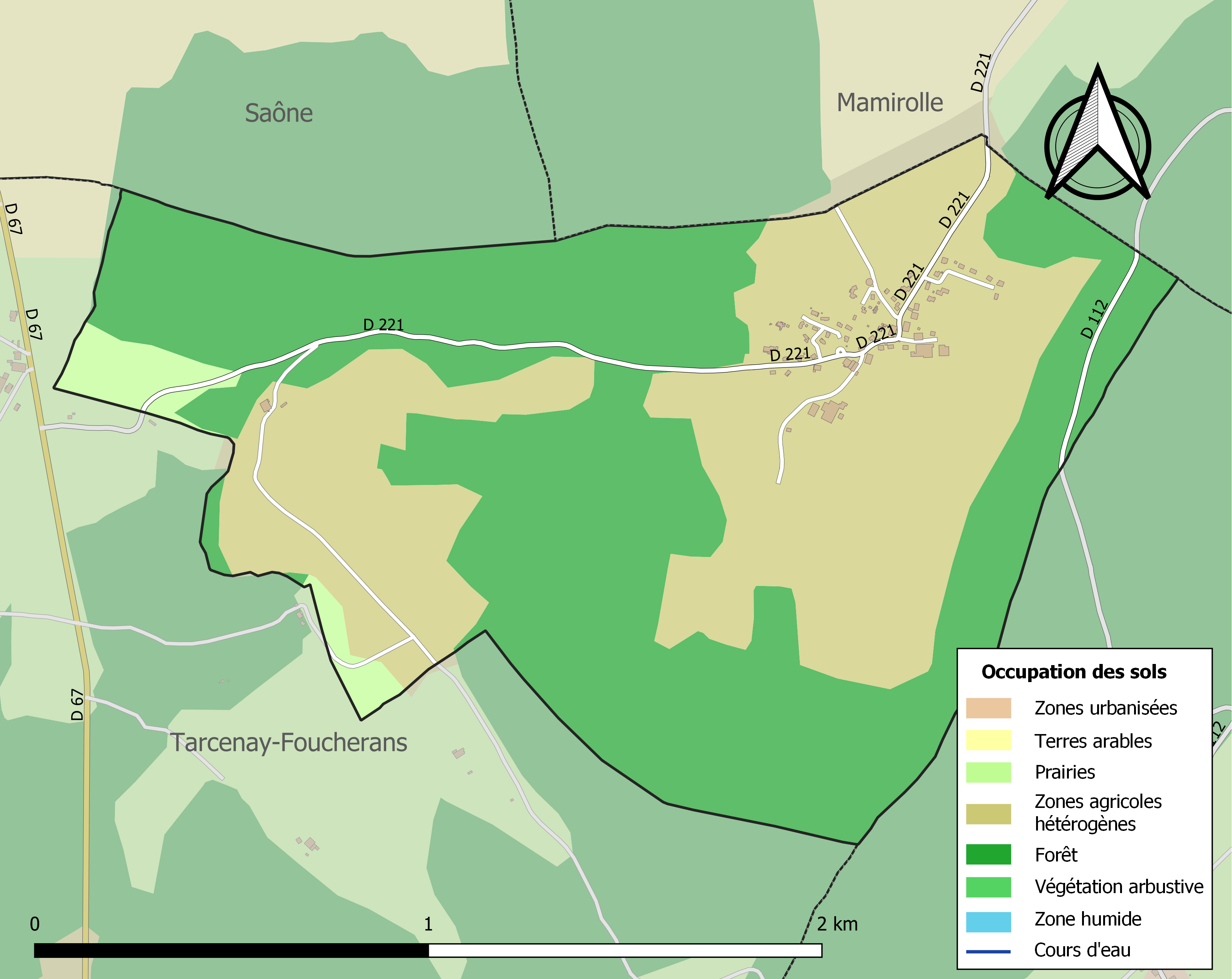
Kaart van de gemeente met de belangrijkste infrastructuur, bodemgebruik en omliggende gemeenten

## Demografie
Onderstaande figuur toont het verloop van het inwonertal.